# Pneumatopteris excisa
Pneumatopteris excisa är en kärrbräkenväxtart som först beskrevs av Holtt., och fick sitt nu gällande namn av Holtt. Pneumatopteris excisa ingår i släktet Pneumatopteris och familjen Thelypteridaceae. Inga underarter finns listade.